# Asia Muhammad

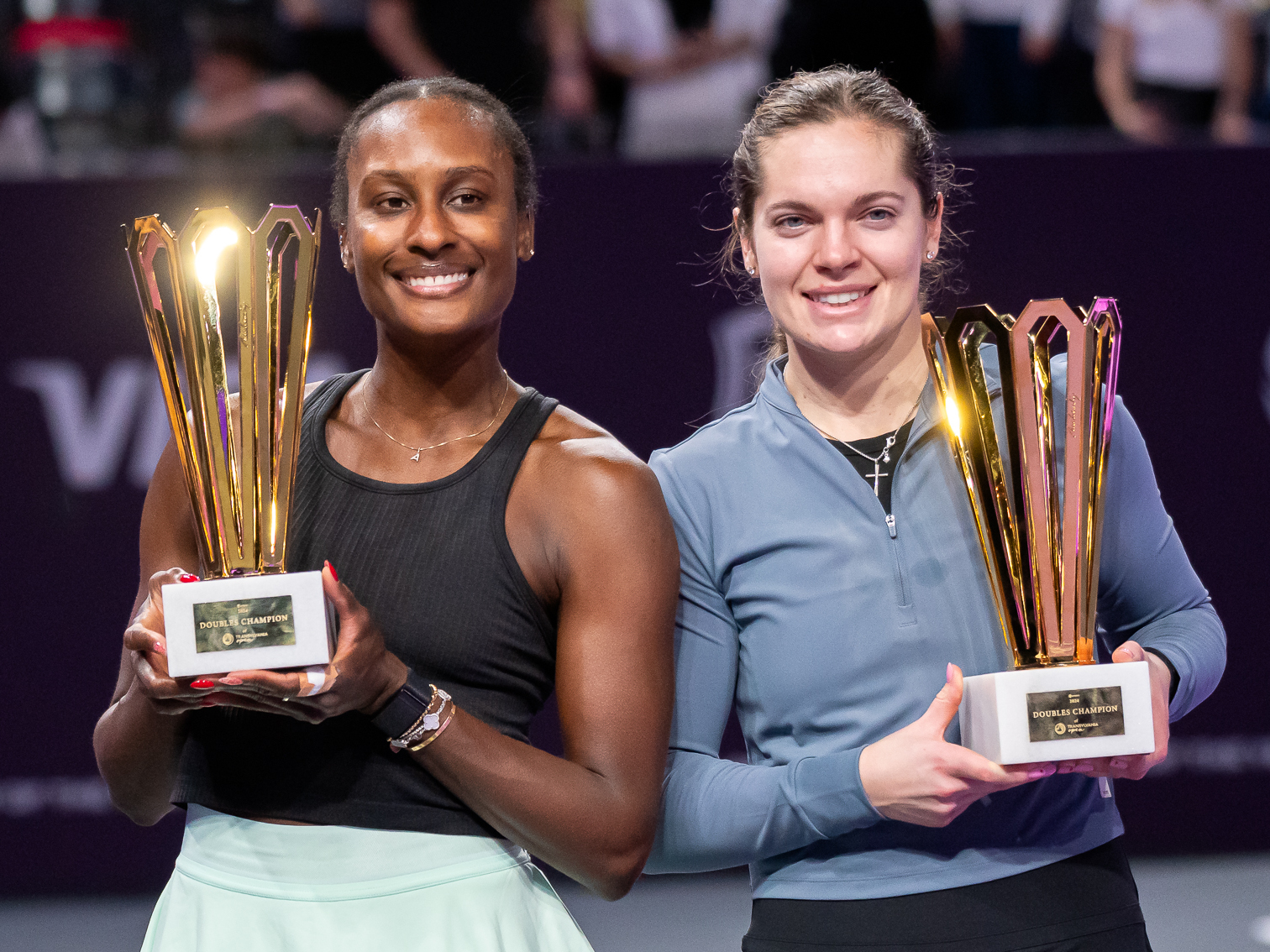
Muhammad (li) met Caty McNally als winnaars van het Transylvania Open 2024

Asia Muhammad (Long Beach, 4 april 1991) is een tennisspeelster uit de Verenigde Staten van Amerika. Muhammad begon met tennis toen zij acht jaar oud was. Haar favoriete ondergrond is hardcourt. Zij speelt rechtshandig en heeft een tweehandige backhand. Zij is actief in het internationale tennis sinds 2006.

## Loopbaan

### Enkelspel
Muhammad debuteerde in 2006 op het ITF-toernooi van Las Vegas (VS). Zij stond in 2007 voor het eerst in een finale, op het ITF-toernooi van Houston (VS) – hier veroverde zij haar eerste titel, door de Kroatische Jelena Pandžić te verslaan. Tot op heden(maart 2025) won zij veertien ITF-titels, de meest recente in 2023 in Roehampton (VK).
In 2007 speelde Muhammad voor het eerst op een WTA-hoofdtoernooi, op het toernooi van San Diego. Haar beste resultaat op de WTA-toernooien is het bereiken van de tweede ronde, eenmaal op het Premier-toernooi van Brisbane in 2017, andermaal op het WTA 250-toernooi van Praag in 2021 en nogmaals op het WTA 1000-toernooi van Toronto in 2022.
Muhammad nam voor het eerst deel aan een grandslamtoernooi op het US Open 2008. Haar hoogste positie op de WTA-ranglijst is de 124e plaats, die zij bereikte in april 2017.

### Dubbelspel
Muhammad behaalde in het dubbelspel betere resultaten dan in het enkelspel. Zij debuteerde in 2006 op het ITF-toernooi van El Paso (VS) samen met de (destijds) Chinese Hsu Chieh-yu. Zij stond in 2009 voor het eerst in een finale, op het ITF-toernooi van Stettin (Polen), samen met landgenote Christina McHale – zij verloren van het duo Michaela Paštiková en Lenka Tvarošková. In 2010 veroverde Muhammad haar eerste titel, op het ITF-toernooi van Troy (VS), samen met landgenote Madison Brengle, door het duo Alina Zjidkova en Laura Siegemund te verslaan. Tot op heden(maart 2025) won zij 35 ITF-titels, de meest recente in 2022 in Canberra (Australië).
In 2011 speelde Muhammad voor het eerst op een WTA-hoofdtoernooi, op het toernooi van Washington, samen met landgenote Beatrice Capra. Zij stond in 2015 voor het eerst in een WTA-finale, op het toernooi van Rosmalen, samen met de Duitse Laura Siegemund – hier veroverde zij haar eerste titel, door het koppel Jelena Janković en Anastasija Pavljoetsjenkova te verslaan. Tot op heden(juni 2025) won zij achttien WTA-titels, de meest recente in 2025 in Londen, samen met de Nederlandse Demi Schuurs.
Haar beste resultaat op de grandslamtoernooien is het bereiken van de halve finale, op het US Open 2020 samen met landgenote Taylor Townsend. Haar hoogste positie op de WTA-ranglijst is de 8e plaats, die zij bereikte in maart 2025.

#### Gemengd dubbelspel
In deze discipline bereikte Muhammad tweemaal de kwartfinale: eenmaal op Roland Garros 2023, met de Brit Lloyd Glasspool aan haar zijde, en andermaal op het Australian Open 2025, geflankeerd door de Argentijn Andrés Molteni.

### Tennis in teamverband
In 2022 en 2025 maakte Muhammad deel uit van het Amerikaanse Fed Cup-team – zij vergaarde daar een winst/verlies-balans van 2–1.

## Posities op deWTA-ranglijst
Positie per einde seizoen:
| jaar | rang enkelspel | rang dubbelspel |
| ---- | -------------- | --------------- |
| 2007 | 593            | 810             |
| 2008 | 402            | 660             |
| 2009 | 376            | 420             |
| 2010 | 459            | 268             |
| 2011 | 385            | 179             |
| 2012 | 471            | 169             |
| 2013 | 299            | 104             |
| 2014 | 291            | 127             |
| 2015 | 256            | 89              |
| 2016 | 185            | 46              |
| 2017 | 155            | 108             |
| 2018 | 194            | 62              |
| 2019 | 206            | 55              |
| 2020 | 198            | 36              |
| 2021 | 215            | 44              |
| 2022 | 164            | 28              |
| 2023 | 351            | 50              |
| 2024 | –              | 15              |

## Palmares
| Legenda                 |
| ----------------------- |
| Grandslamtoernooi       |
| Olympische Spelen       |
| Year-End Championships  |
| Premier Mandatory       |
| Premier Five / WTA 1000 |
| Premier / WTA 500       |
| International / WTA 250 |
| Challenger / WTA 125    |

### WTA-finaleplaatsen enkelspel
geen

### WTA-finaleplaatsen vrouwendubbelspel
| nr.              | finale     | toernooi              | ondergrond    | partner            | tegenstandsters                             | score            |         |
| ---------------- | ---------- | --------------------- | ------------- | ------------------ | ------------------------------------------- | ---------------- | ------- |
| gewonnen finales |            |                       |               |                    |                                             |                  |         |
| 01.              | 2015-06-14 | WTA Rosmalen          | gras          | Laura Siegemund    | Jelena Janković Anastasija Pavljoetsjenkova | 6-3, 7-5         | details |
| 02.              | 2016-09-25 | WTA Guangzhou         | hardcourt     | Peng Shuai         | Volha Havartsova Vera Lapko                 | 6-2, 7-6         | details |
| 03.              | 2018-09-16 | WTA Québec            | tapijt (i)    | Maria Sanchez      | Darija Jurak Xenia Knoll                    | 6-4, 6-3         | details |
| 04.              | 2019-04-07 | WTA Monterrey         | hardcourt     | Maria Sanchez      | Monique Adamczak Jessica Moore              | 7-6, 6-4         | details |
| 05.              | 2020-01-12 | WTA Auckland          | hardcourt     | Taylor Townsend    | Serena Williams Caroline Wozniacki          | 6-4, 6-4         | details |
| 06.              | 2020-03-07 | WTA Indian Wells 125K | hardcourt     | Taylor Townsend    | Caty McNally Jessica Pegula                 | 6-4, 6-4         | details |
| 07.              | 2021-03-20 | WTA Monterrey         | hardcourt     | Caroline Dolehide  | Heather Watson Zheng Saisai                 | 6-2, 6-3         | details |
| 08.              | 2021-11-06 | WTA Midland           | hardcourt (i) | Harriet Dart       | Peangtarn Plipuech Aldila Sutjiadi          | 6-3, 2-6, [10-7] | details |
| 09.              | 2022-01-09 | WTA Melbourne         | hardcourt     | Jessica Pegula     | Jasmine Paolini Sara Errani                 | 6-3, 6-1         | details |
| 10.              | 2022-08-20 | WTA Vancouver         | hardcourt     | Miyu Kato          | Tímea Babos Angela Kulikov                  | 6-3, 7-5         | details |
| 11.              | 2022-11-05 | WTA Midland           | hardcourt     | Alycia Parks       | Anna-Lena Friedsam Nadija Kitsjenok         | 6-2, 6-3         | details |
| 12.              | 2023-01-07 | WTA Adelaide          | hardcourt     | Taylor Townsend    | Storm Hunter Kateřina Siniaková             | 6-2, 7-6         | details |
| 13.              | 2024-02-11 | WTA Cluj-Napoca       | hardcourt (i) | Caty McNally       | Harriet Dart Tereza Mihalíková              | 6-3, 6-4         | details |
| 14.              | 2024-05-19 | WTA Parijs Clarins    | gravel        | Aldila Sutjiadi    | Monica Niculescu Zhu Lin                    | 7-6, 6-4, [11-9] | details |
| 15.              | 2024-08-03 | WTA Washington        | hardcourt     | Taylor Townsend    | Jiang Xinyu Wu Fang-hsien                   | 7-6, 6-3         | details |
| 16.              | 2024-08-18 | WTA Cincinnati        | hardcourt     | Erin Routliffe     | Leylah Fernandez Joelija Poetintseva        | 3-6, 6-1, [10-4] | details |
| 17.              | 2025-03-15 | WTA Indian Wells      | hardcourt     | Demi Schuurs       | Tereza Mihalíková Olivia Nicholls           | 6-2, 7-6         | details |
| 18.              | 2025-06-15 | WTA Londen            | gras          | Demi Schuurs       | Anna Danilina Diana Sjnajder                | 7-5, 6-7, [10-4] | details |
| verloren finales |            |                       |               |                    |                                             |                  |         |
| 1.               | 2016-11-25 | WTA Hawaï             | hardcourt     | Nicole Gibbs       | Eri Hozumi Miyu Kato                        | 7-6, 3-6, [8-10] | details |
| 2.               | 2017-11-25 | WTA Hawaï             | hardcourt     | Eri Hozumi         | Hsieh Shu-ying Hsieh Su-wei                 | 1-6, 6-7         | details |
| 3.               | 2018-09-08 | WTA Chicago           | hardcourt     | Maria Sanchez      | Mona Barthel Kristýna Plíšková              | 3-6, 2-6         | details |
| 4.               | 2022-03-19 | WTA Indian Wells      | hardcourt     | Ena Shibahara      | Xu Yifan Yang Zhaoxuan                      | 5-7, 6-7         | details |
| 5.               | 2022-09-25 | WTA Seoel             | hardcourt     | Sabrina Santamaria | Kristina Mladenovic Yanina Wickmayer        | 3-6, 2-6         | details |
| 6.               | 2023-05-21 | WTA Florence          | gravel        | Giuliana Olmos     | Vivian Heisen Ingrid Neel                   | 6-1, 2-6, [8-10] | details |
| 7.               | 2024-05-25 | WTA Straatsburg       | gravel        | Aldila Sutjiadi    | Cristina Bucșa Monica Niculescu             | 6-3, 4-6, [6-10] | details |
| 8.               | 2024-10-13 | WTA Wuhan             | hardcourt     | Jessica Pegula     | Anna Danilina Irina Chromatsjova            | 3-6, 6-7         | details |

## Resultaten grandslamtoernooien
| Legenda | Legenda                          |
| ------- | -------------------------------- |
| g.t.    | geen toernooi gehouden           |
| l.c.    | lagere categorie                 |
| –       | niet deelgenomen                 |
| G       | uitgeschakeld in de groepsfase   |
| 1R      | uitgeschakeld in de eerste ronde |
| 2R      | uitgeschakeld in de tweede ronde |
| 3R      | uitgeschakeld in de derde ronde  |
| 4R      | uitgeschakeld in de vierde ronde |
| KF      | uitgeschakeld in de kwartfinale  |
| HF      | uitgeschakeld in de halve finale |
| F       | de finale verloren               |
| W       | het toernooi gewonnen            |
| w-v     | winst/verlies-balans             |

### Enkelspel
| Australian Open | –  | –  | –    |
| Roland Garros   | –  | –  | –    |
| Wimbledon       | –  | –  | g.t. |
| US Open         | 1R | 1R | 1R   |

### Gemengd dubbelspel
| Australian Open | –  | –  | –  | 1R | 1R | –  | –  | KF |
| Roland Garros   | –  | –  | 2R | –  | 1R | KF | 2R | 1R |
| Wimbledon       | –  | 1R | 2R | 2R | 1R | –  | 2R |    |
| US Open         | 1R | –  | 1R | 1R | –  | 1R | 1R |    |

### Vrouwendubbelspel
| toernooi        | 2008 | 2009 |    | 2014 | 2015 | 2016 | 2017 | 2018 | 2019 | 2020 | 2021 | 2022 | 2023 | 2024 | 2025 |
| --------------- | ---- | ---- | -- | ---- | ---- | ---- | ---- | ---- | ---- | ---- | ---- | ---- | ---- | ---- | ---- |
| Australian Open | –    | –    | –  | –    | –    | 1R   | –    | 3R   | 2R   | 1R   | 2R   | 2R   | 1R   | 3R   |      |
| Roland Garros   | –    | –    | –  | –    | 1R   | 1R   | –    | 1R   | KF   | 2R   | 3R   | 3R   | 2R   | 3R   |      |
| Wimbledon       | –    | –    | –  | –    | –    | 1R   | 1R   | 1R   | g.t. | 3R   | 3R   | 1R   | 3R   |      |      |
| US Open         | 1R   | 1R   | 1R | 2R   | KF   | 1R   | 2R   | 1R   | HF   | 1R   | 3R   | 1R   | 3R   |      |      |